# Cudos
Cudos (Cudòs auf Gascognisch) ist eine französische Gemeinde mit 790 Einwohnern (Stand: 1. Januar 2022) im Département Gironde in der Region Nouvelle-Aquitaine (vor 2016: Aquitanien). Sie gehört zum Arrondissement Langon und zum Kanton Le Sud-Gironde. Die Einwohner werden Cudossais genannt.

## Geografie
Cudos liegt 57 Kilometer südsüdöstlich von Bordeaux und etwa 18 Kilometer südlich von Langon. Umgeben wird Cudos von den Nachbargemeinden Bazas und Sauviac im Norden, Birac im Nordosten, Lavazan im Osten, Lerm-et-Musset im Südosten und Süden, Escaudes im Süden und Südwesten, Bernos-Beaulac im Westen sowie Marimbault im Nordwesten.
An der südlichen Gemeindegrenze verläuft das Flüsschen Barthos und mündet in den Ciron. Durch die Gemeinde führen die Route nationale 524 und die Autoroute A65. Der Ort liegt an der Via Lemovicensis, einem der vier historischen „Wege der Jakobspilger in Frankreich“.

## Bevölkerungsentwicklung
| Jahr                       | 1962 | 1968 | 1975 | 1982 | 1990 | 1999 | 2006 | 2013 | 2020 |
| Einwohner                  | 612  | 597  | 527  | 513  | 519  | 559  | 763  | 828  | 789  |
| Quellen: Cassini und INSEE |      |      |      |      |      |      |      |      |      |

## Sehenswürdigkeiten
- Kirche Saint-Jean-l'Évangéliste aus dem 14. Jahrhundert, Monument historique seit 1925
- Kirche Saint-Laurent im Ortsteil Artiguevieille
- Schloss Fonbardin

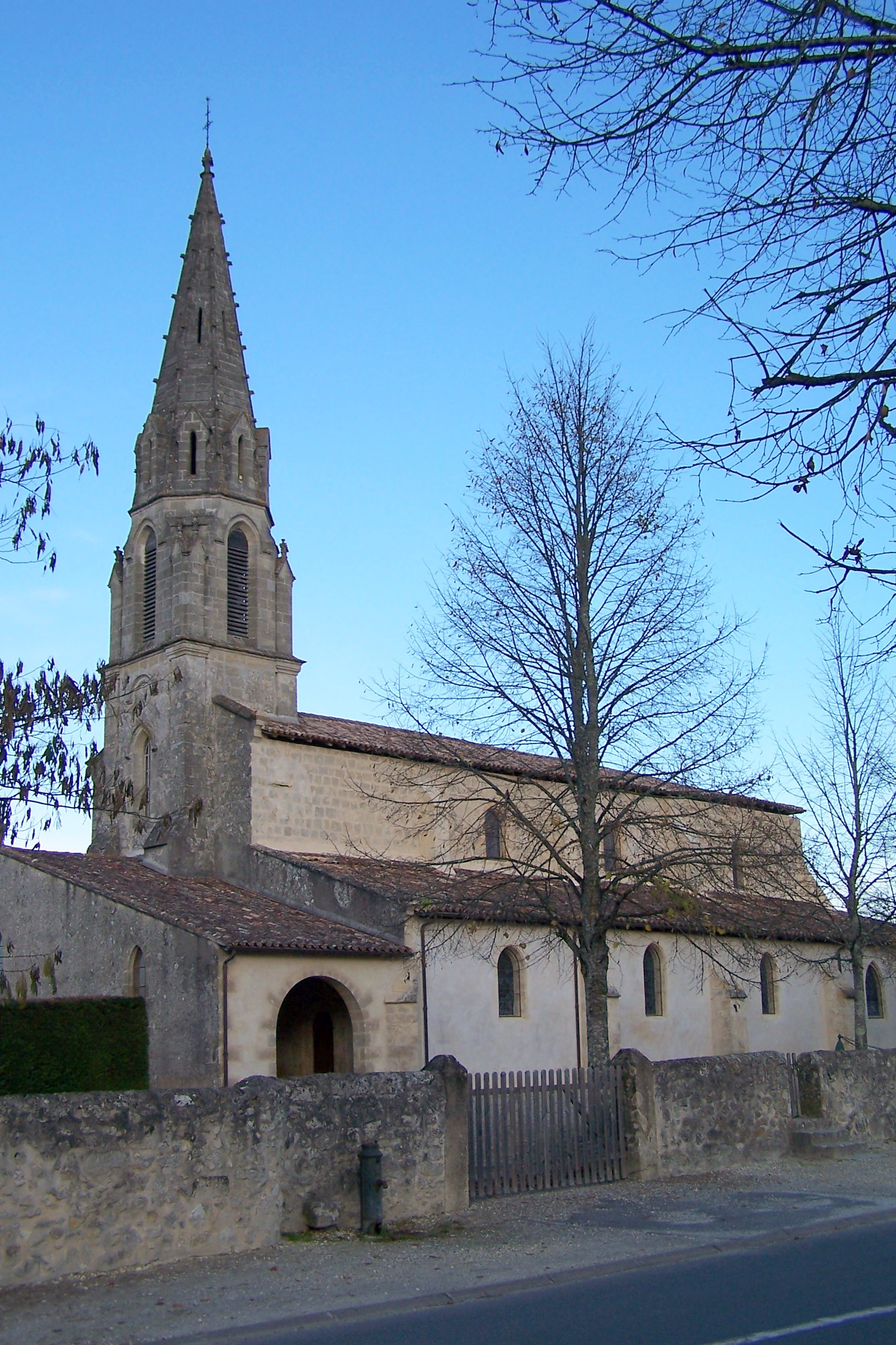
Kirche Saint-Jean-l'Évangéliste
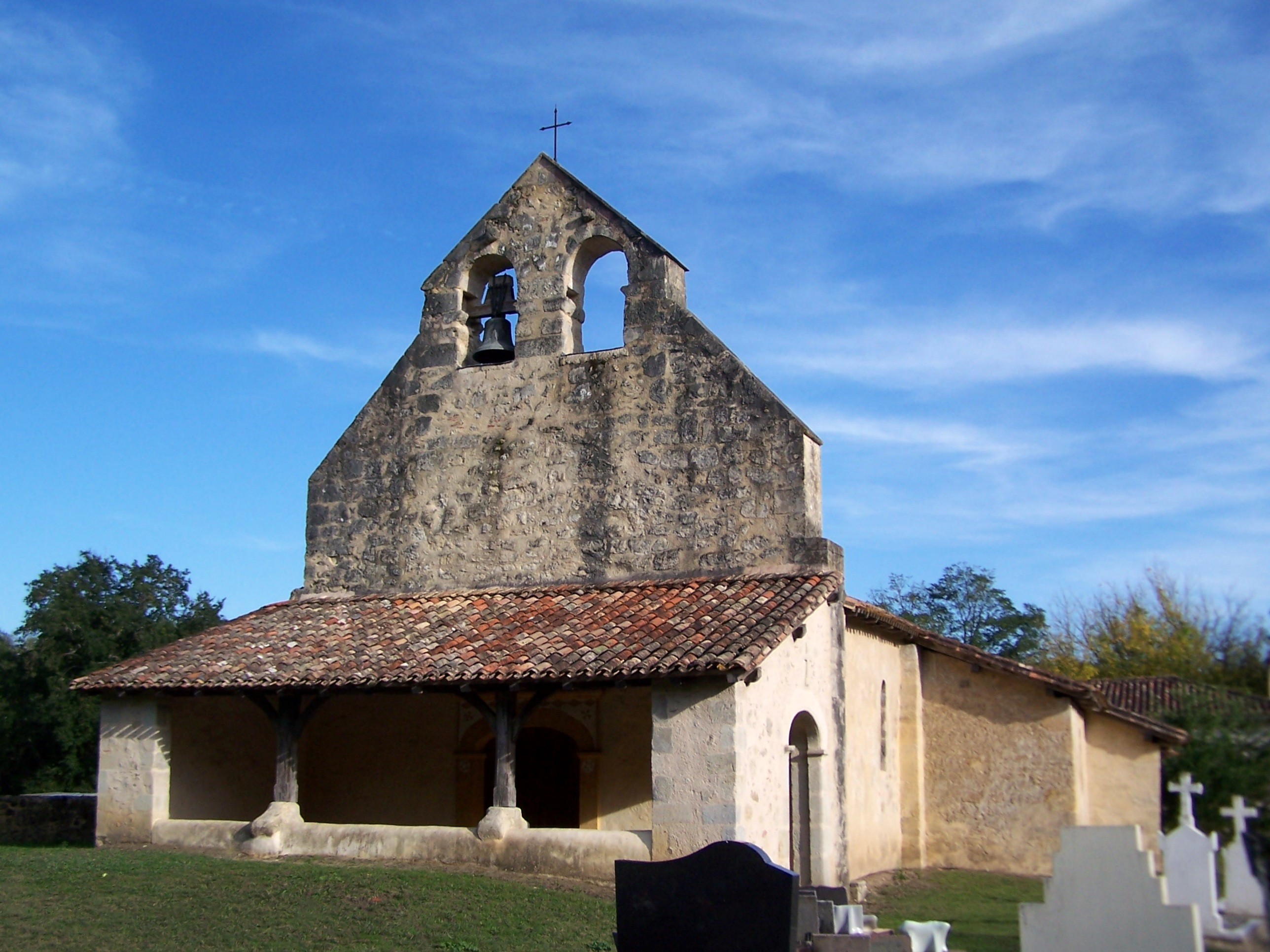
Kirche Saint-Laurent
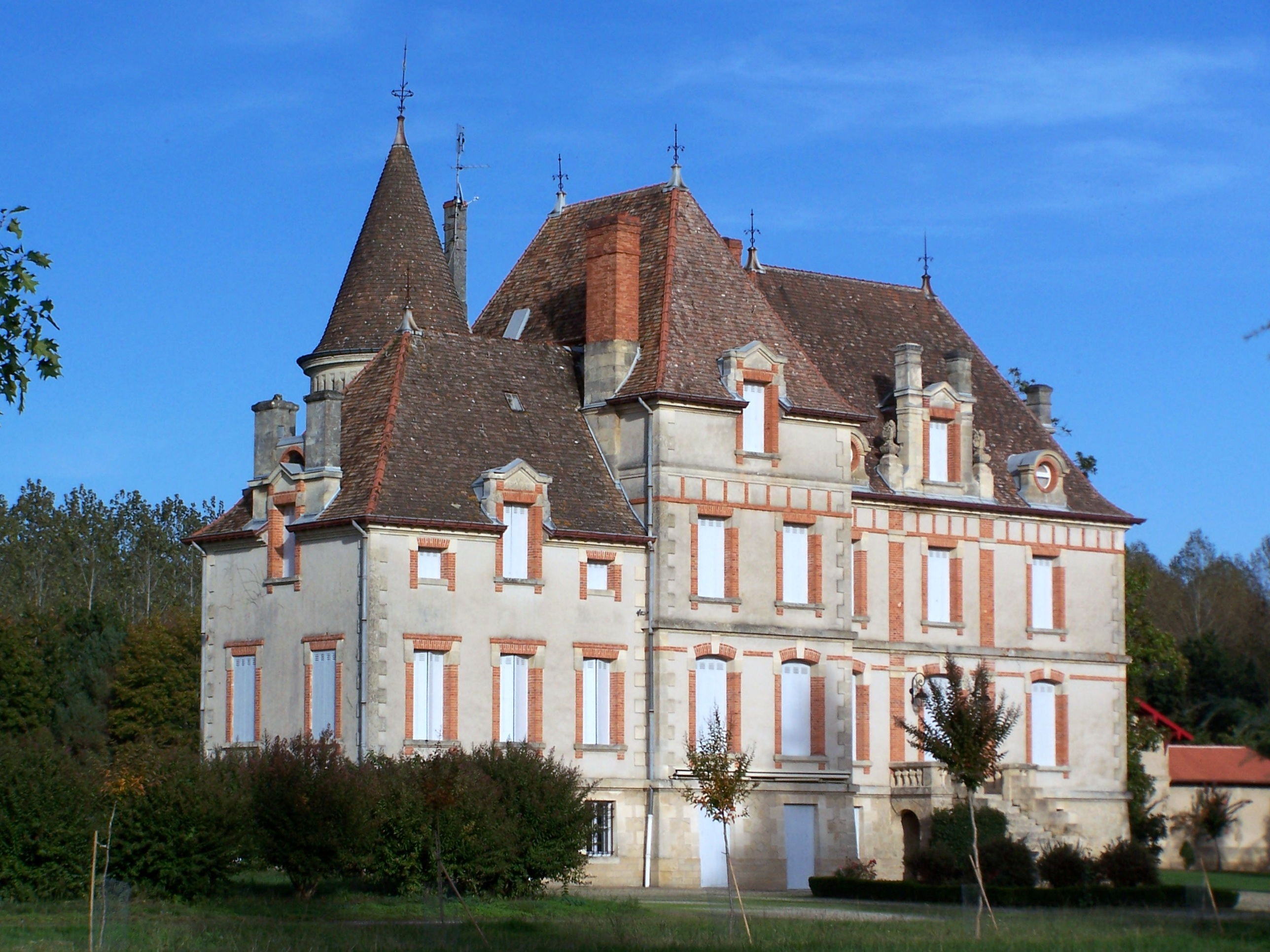
Schloss Fonbardin